# Сісіан
Сісіа́н (вірм. Սիսիան) — місто, розташоване на півдні Вірменії, в марзі (області) Сюнік.

## Географія
Місто розташовано на обох берегах річки Воротан (приток Араксу). Знаходиться на відстані 6 км від автотраси Єреван — Горіс, за 217 км від Єревана і за 115 км від Капану.

## Населення
Динаміка населення показана в таблиці.
| Рік       | 1975  | 1989   | 2001   | 2008   |
| Населення | 9 100 | 15 300 | 15 019 | 16 823 |

## Видатні місця
У місті розташована давня церква Сісаван (VII століття), в центрі міста є археологічний і етнографічний музей, на околиці міста, поблизу Воротан розташований комплекс Дзорац Кар (II - I тис. до н. е.).

## Видатні персоналії
- Миколай Георгійович Адонц (1871—1942) — вірменський історик.
- Ісраель Орі (1658—1711) — вірменський дипломат.